# Tường thành Paris

Giới hạn thành phố Paris từ thế kỷ 4 đến ngày nay.

Trong lịch sử, từng có bảy bức tường thành lần lượt bao bọc bảo vệ thành phố Paris. Theo thứ tự thời gian: Tường thành của người gaulois, Tường thành thời kỳ La Mã, Tường thành thời Trung Cổ, Tường thành của vua Charles V, Tường thành của vua Louis XIII, Bức tường Thuế quan (Fermiers généraux), Tường thành của Thiers. Có thể thấy ngay từ thời kỳ đầu, Paris luôn được những bức tường thành bảo vệ, trừ một vài khoảng thời gian ngắn ngủi. Với quá trình đô thị hóa, Paris ngày nay đã vượt ra ngoài giới hạn của các tường thành cũ. Tường thành của Thiers ngày nay vẫn lưu lại một vài dấu vết trong nội ô Paris.